# Майже нічого (фільм)
«Майже нічого» (фр. Presque Rien) — французко-бельгійська мелодрама 2000 року, поставлена режисером Себастьєном Ліфшицем. В основі сюжету — історія романтичних стосунків двох молодих чоловіків.

## Сюжет
Матьє (Жеремі Елькайм) — дев'ятнадцятирічний юнак, яки проводить літо разом з родичами на узбережжі в західній Франції. Його мати в цей час переживає важку депресію у зв'язку із смертю від раку свого чотирирічного сина. Одного разу на пляжі, Матьє зустрічає хлопця на ім'я Седрік (Стефан Рідо), який торгує солодощами в кафе. Хлопці відчувають по відношенню один до одного взаємну симпатію. Дуже швидко їхні стосунки переростають в любовний зв'язок, який повністю змінює уявлення Матьє про самого себе.

Матьє і Седрік. Кадр з фільму

Про свої стосунки Матьє розповідає матері, яка не надто схвально сприймає цю звістку, проте, не втручається в життя сина. Стосунки з сестрою, і без того напружені, псуються остаточно. Усе це лягає на Матьє важким емоційним тягарем. Перед ним постає вибір: продовжити навчання в Парижі, або поїхати і почати нове життя з Седріком у Нанті. Він вибирає останнє, що призводить до тяжких наслідків. Для пристрасного Седріка кохання — це просто фізичний зв'язок. Матьє ж цього недостатньо.
Фільм переповнений флешбеками, в яких показано життя Матьє через 18 місяців. Герой намагається накласти на себе руки і потрапляє до лікарні, де проходить примусовий тижневий курс терапії. Він приховує це від своєї сім'ї і намагається зрозуміти, як йому далі жити. Він припиняє усі стосунки з Седріком. Щоб розібратися в собі, Матьє, за порадою лікаря повертається на узбережжя, туди, де усе почалося. Він влаштовується прибиральником в один з барів і зустрічає П'єра, колишнього бойфренда Седріка, з яким у нього, можливо, є шанс почати нові стосунки.

## У ролях
| Жеремі Елькайм | ···· | Матьє  |
| Стефан Рідо    | ···· | Седрік |
| Домінік Реймон | ···· | мати   |
| Марі Матерон   | ···· | Аннік  |
| Летиція Легрі  | ···· | Сара   |

| Нільс Олунд      | ···· | П'єр           |
| Режан Кердаффрек | ···· | психіатр       |
| Гі Уссьє         | ···· | батько Седріка |
| Віолетта Феррер  | ···· | мати П'єра     |

## Саундтрек
У фільмі звучать пісні популярного у Франції співака і композитора ірландського походження Перрі Блейка (з його альбому «Still Life»).

## Цікаві факти
- Афішу до фільму створили знамениті французькі фотографи П'єр і Жиль[4].
- Оповідь у фільмі ведеться не в хронологічному порядку: для створення візуального контрасту між різними психологічними станами Матьє, теперішній час поєднується зі сценами з минулого життя героїв.

## Визнання
| Нагороди та номінації фільму «Майже нічого» | Нагороди та номінації фільму «Майже нічого» | Нагороди та номінації фільму «Майже нічого» | Нагороди та номінації фільму «Майже нічого» | Нагороди та номінації фільму «Майже нічого» | Нагороди та номінації фільму «Майже нічого» |
| Рік                                         | Кінофестиваль/кінопремія                    | Категорія/нагорода                          | Номінант                                    | Результат                                   |                                             |
| ------------------------------------------- | ------------------------------------------- | ------------------------------------------- | ------------------------------------------- | ------------------------------------------- | ------------------------------------------- |
| 2000                                        | Міжнародний кінофестиваль у Чикаго          | Гран-прі Золотий Г'юго за найкращий фільм   | Майже нічого                                | Номінація                                   |                                             |